# Берденников, Григорий Витальевич
Григо́рий Вита́льевич Берде́нников (род. 1950) — российский дипломат. Чрезвычайный и полномочный посол (1992).

## Биография
Родился 24 декабря 1950 года в Москве. В 1973 году окончил МГИМО МИД СССР, в 1991 — факультет повышения квалификации при Дипломатической академии МИД СССР.
- В 1973—1978 годах — референт, затем атташе постоянного представительства СССР при ООН в Нью-Йорке.
- В 1978—1981 годах — атташе, третий секретарь отдела международных организаций МИД СССР.
- В 1981—1986 годах — второй секретарь, затем первый секретарь постоянного представительства СССР при отделении ООН и других международных организациях в Женеве.
- В 1986—1992 годах — советник, затем заместитель начальника управления по проблемам ограничения вооружений и разоружения МИД СССР.
- С 27 марта 1992 по 16 сентября 1993 года — заместитель министра иностранных дел России[1][2].
- С 1993 года по 3 февраля 1998 года — постоянный представитель Российской Федерации при конференции по разоружению в Женеве[3].
- В 1998—1999 годах — директор департамента по вопросам безопасности и разоружения, член коллегии МИД России.
- С 18 сентября 1999 по 2 апреля 2001 года — заместитель министра иностранных дел России[4][5].
- С 7 апреля 2001 по 9 января 2007 года — постоянный представитель Российской Федерации при международных организациях в Вене[6][7].
- С 25 декабря 2007 года — посол по особым поручениям МИД Российской Федерации.

## Семья
Женат, имеет дочь.

## Награды
- Благодарность президента Российской Федерации (23 декабря 2000) — За заслуги в реализации внешнеполитического курса Российской Федерации и многолетнюю плодотворную дипломатическую деятельность[8]
- Заслуженный работник дипломатической службы Российской Федерации (8 июля 2011) — За большой вклад в реализацию внешнеполитического курса Российской Федерации и многолетнюю добросовестную работу[9]
- Орден Почёта (29 января 2016) — За большой вклад в реализацию внешнеполитического курса Российской Федерации, заслуги в научно-педагогической деятельности и подготовке квалифицированных кадров[10]

## Дипломатический ранг
Чрезвычайный и полномочный посол (5 июня 1992)